# Flatbergium sericeum
Flatbergium sericeum là một loài rêu trong họ Sphagnaceae. Loài này được (Müll. Hal.) A.J. Shaw mô tả khoa học đầu tiên năm 2010.